# Treatstock
Treatstock是一个集合了3D模型设计师和3D打印供应商，为用户提供3D打印服务的平台。用户不仅可以在商城中购买3D打印模型，也可以上传自己的设计，并通过离自己最近的打印供应商进行打印。

## 发展历史
Treatstock网站正式上线于2016年1月27日。公司创始人Tim Arno说，他对公司的构思，来自于一张老照片里的玩具飞机。“在相册里的一张老照片里，我一眼认出父亲曾送给我的玩具飞机。父亲出差回来把它送给我之后，我们便形影不离，可以说这个玩具飞机是我童年的象征之一。遗憾的是很久之前我把它弄丢了，但那张照片唤起了那段昔日的回忆。”之后，Tim利用3D打印技术重新制造出了那架玩具飞机，Treatstock也应运而生。

## 公司运作

### 开设网上打印商城
3D模型设计师和CAD设计师都可以将设计成果上传至Treatstock3D打印商城，只要设计符合3D打印要求，用户便可以此制作出简单如玩具，复杂如机械结构的物件，也可以制作出机械装置、零件、家具用品等功能的物品。为保护设计师的知识产权，Treatstock网站中的3d模型不能够被下载至个人电脑上和重复利用，即用户每使用一次模型，就需要支付一次费用。

### 激活闲置桌面打印机，实现全球打印
桌面3D打印机拥有者可以通过注册成为网站的3D打印供应商，通过完成距离自己最近的3D打印订单获取佣金。打印供应商分散于世界各地完成3D打印，因此3D模型的打印交货期由用户和打印供应商的地理位置决定。据称Treatstock会给设计师和打印供应商提供技术支持和视频指导。

## 扩展阅读
- 官方网站（页面存档备份，存于）